# Stephen Mowlam
Stephen Mowlam, né le 22 décembre 1976 à Deniliquin, est un joueur australien de hockey sur gazon.

## Palmarès
- Médaille d'or aux Jeux olympiques d'Athènes en 2004[1]